# Ratusz w Sulechowie
Ratusz w Sulechowie – neogotycki ratusz, zlokalizowany przy ul. Plac Ratuszowy w Sulechowie. Siedziba burmistrza, Rady Miejskiej oraz Urzędu Miejskiego Sulechów.

## Historia
Ratusz w Sulechowie powstał na początku XIV wieku, dokładna data jego budowy nie jest znana. Zbudowano go na planie prostokąta. Początkowo był drewniany i niewielki. Spłonął w czasie pożaru miasta w 1557 r..
Na tym miejscu wybudowano murowany gmach w stylu renesansowym. Nowy ratusz był większy od wcześniejszego, miał dwie kondygnacje. Od strony południowej powstała niewielka wieża, w której umieszczono dzwon służący do zwoływania posiedzeń rady miejskiej i ogłaszania alarmu. Od zachodu wybudowano większą ośmioboczną, wysmukłą wieżę, na której znajdował się mały krużganek, na którym muzykanci grali w czasie miejskich uroczystości. W piwnicach ratusza powstał areszt oraz miejska warzelnia piwa, obok której otworzono karczmę. Pomieszczenia na piętrze budynku przeznaczono dla rady miejskiej i burmistrza. Inicjatorem odbudowy ratusza był ówczesny burmistrz miasta – Jacobus Staw (łac. Iacobus Staius). W 1587 r. na parterze ratusza uruchomiono pierwszą w mieście prywatną aptekę „Pod Lwem”.
Po raz drugi ratusz spłonął w 1633 r., w czasie trwania wojny trzydziestoletniej. Z powodu braku pieniędzy przez dłuższy czas budynek pozostawał w stanie na wpół zrujnowanym. Brak funduszy sprawił również, że w czasie remontu tylko część naprawionego dachu pokryto dachówkami, pozostałą zaś gontem. W 1670 roku na dużej wieży ratuszowej zamontowano wahadłowy zegar, którego wykonawcą był gorzowski giser. Ponadto na wierzchołku zawieszono dzwon sygnalizacyjny. Od południowej strony ratusza dobudowano półkolisty aneks.
Gruntownej przebudowy ratusza dokonano w II połowie XIX wieku. Zlikwidowano wówczas dwuspadowy dach, a na jego miejscu dobudowano trzecią kondygnację przykrytą płaskim dachem. Obramowano go krenelażem przedstawiającym historyzujące formy. Obniżono również, do wysokości murów, południową wieżę. Zlikwidowano także liczne przybudówki do budynku – warzelnie piwa po północnej i południowej stronie, istniejący na zewnętrznej stronie wieży aneks, miejski odwach i kramy położone wcześniej na placu wokół ratusza. Przebudowa zdeformowała znacznie pierwotną bryłę ratusza.
W czasie II wojny światowej ratusz uległ uszkodzeniu. W czerwcu 1945 r. budynek uporządkowano, w jego wnętrzu zaczął działać Urząd Miejski. Kolejne prace remontowe przeprowadzono w latach 1966–1973. Założono nowe instalacje i wymieniono wszystkie dziewiętnastowieczne stropy. Ponadto metalowymi pierścieniami wzmocniono wieżę ratuszową, na której zamontowano nowy hełm. W kilku miejscach odsłonięto fragmenty gotyckich murów. Ponadto neogotycki krenelaż zastąpiono piaskowcową attyką. W wyniku tych zmian wnętrze ratusza zatraciło swój pierwotny charakter. Remont zakończono pomalowaniem elewacji. Nie wymieniono wówczas jednak tynków. 
Kolejne prace remontowe przeprowadzono w latach 1989–1991. Wymieniono całą elewację budynku, wokół którego ułożono chodniki z betonowej kostki Bauma (tzw. polbruku). Zabezpieczono fundamenty, a w ścianę wieży ratuszowej wmurowano tablicę pamiątkową związaną z pobytem w mieście Fryderyka Chopina. Ostatnie prace remontowe w ratuszu prowadzone były w 2009 r. Odwilgocono budynek, pokrywając go nową elewacją w kolorze piaskowym. Zainstalowano podświetlenie mające uwypuklać walory zabytku. Wewnątrz budynku wyremontowano biura oraz toalety, a także wymieniono drzwi i podłogi. Wokół ratusza, w miejsce dotychczasowej kostki betonowej ułożono brukową kostkę granitową, jednocześnie obniżając chodniki. Koszt całego remontu wyniósł ponad milion złotych, z czego 940 tys. przeznaczono na prace zewnętrzne, a 288 tys. na prace wewnątrz budynku.

## Galeria

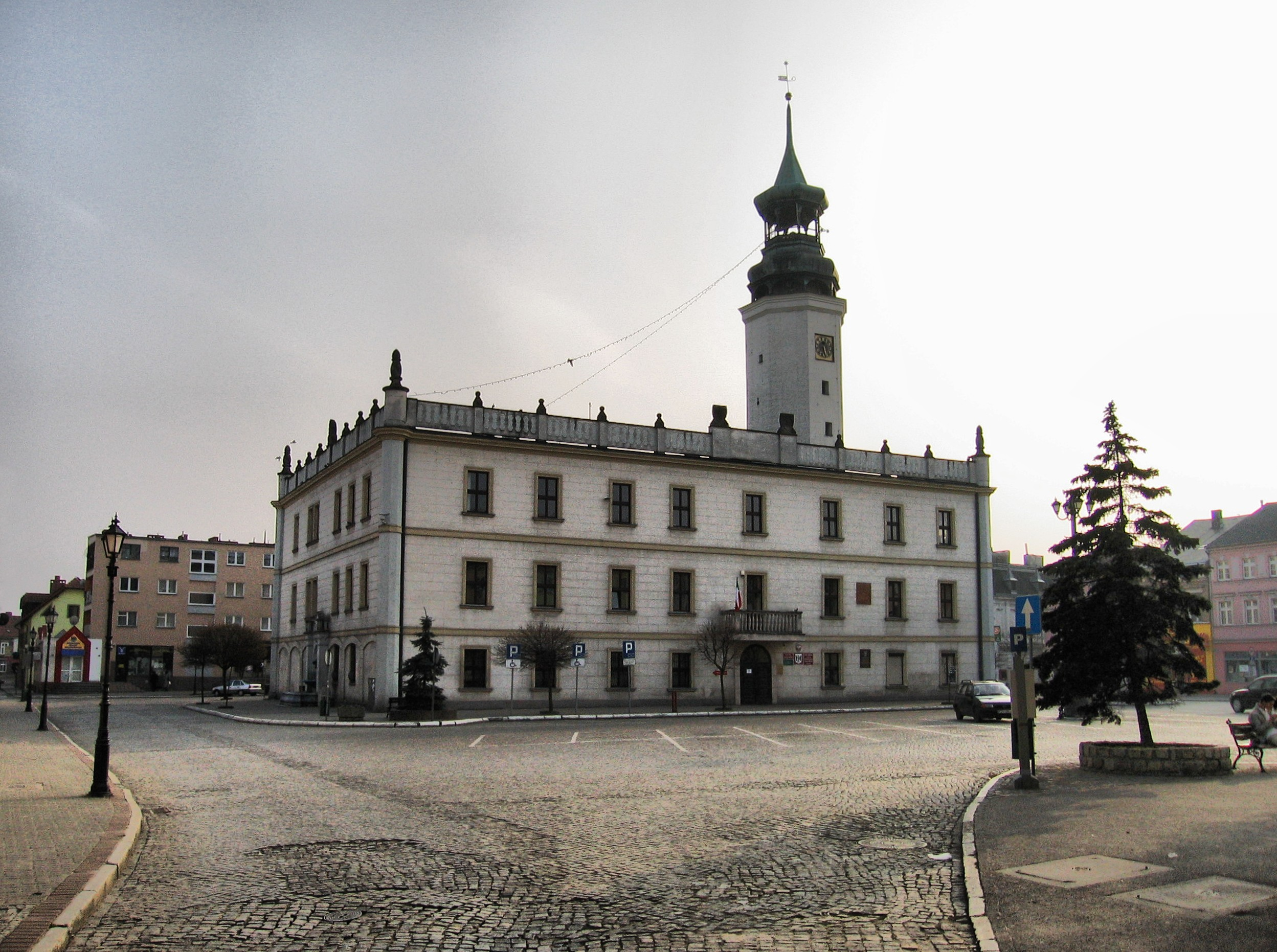
Budynek ratusza przed rozpoczęciem remontu w 2009 roku.
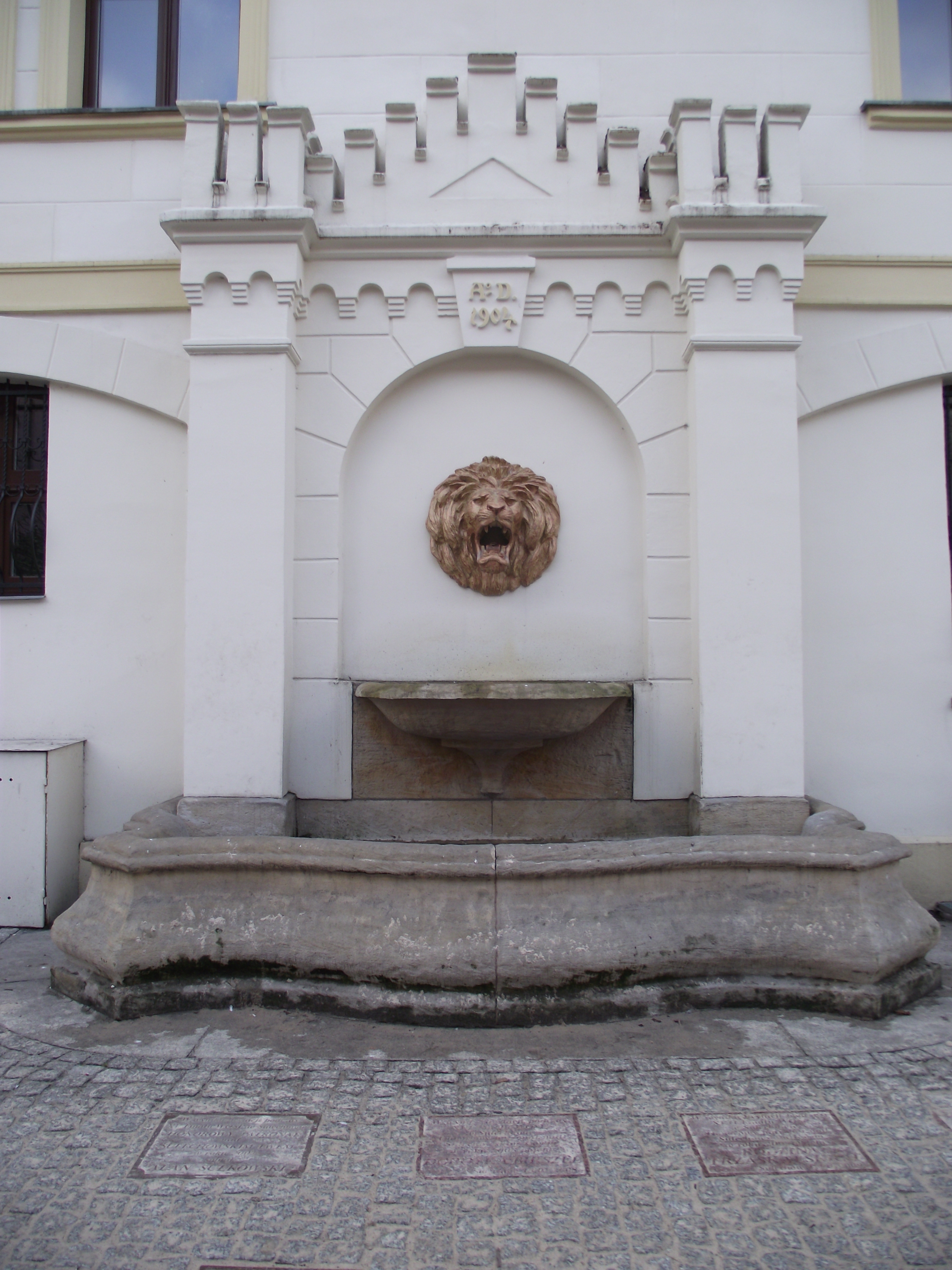
Fontanna w kształcie głowy lwa na ścianie ratusza.
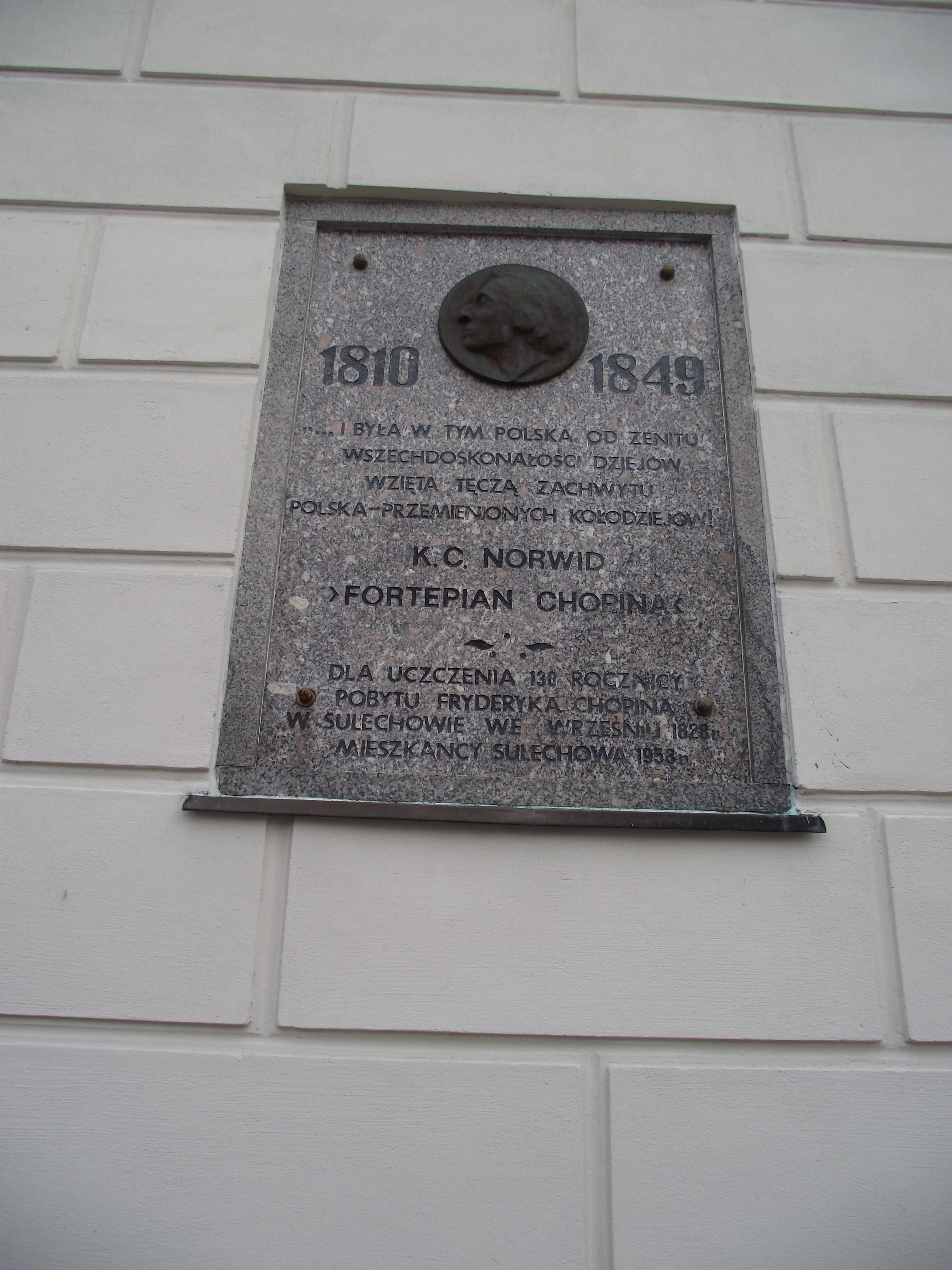
Tablica pamiątkowa z okazji 130. rocznicy pobytu Fryderyka Chopina w Sulechowie.
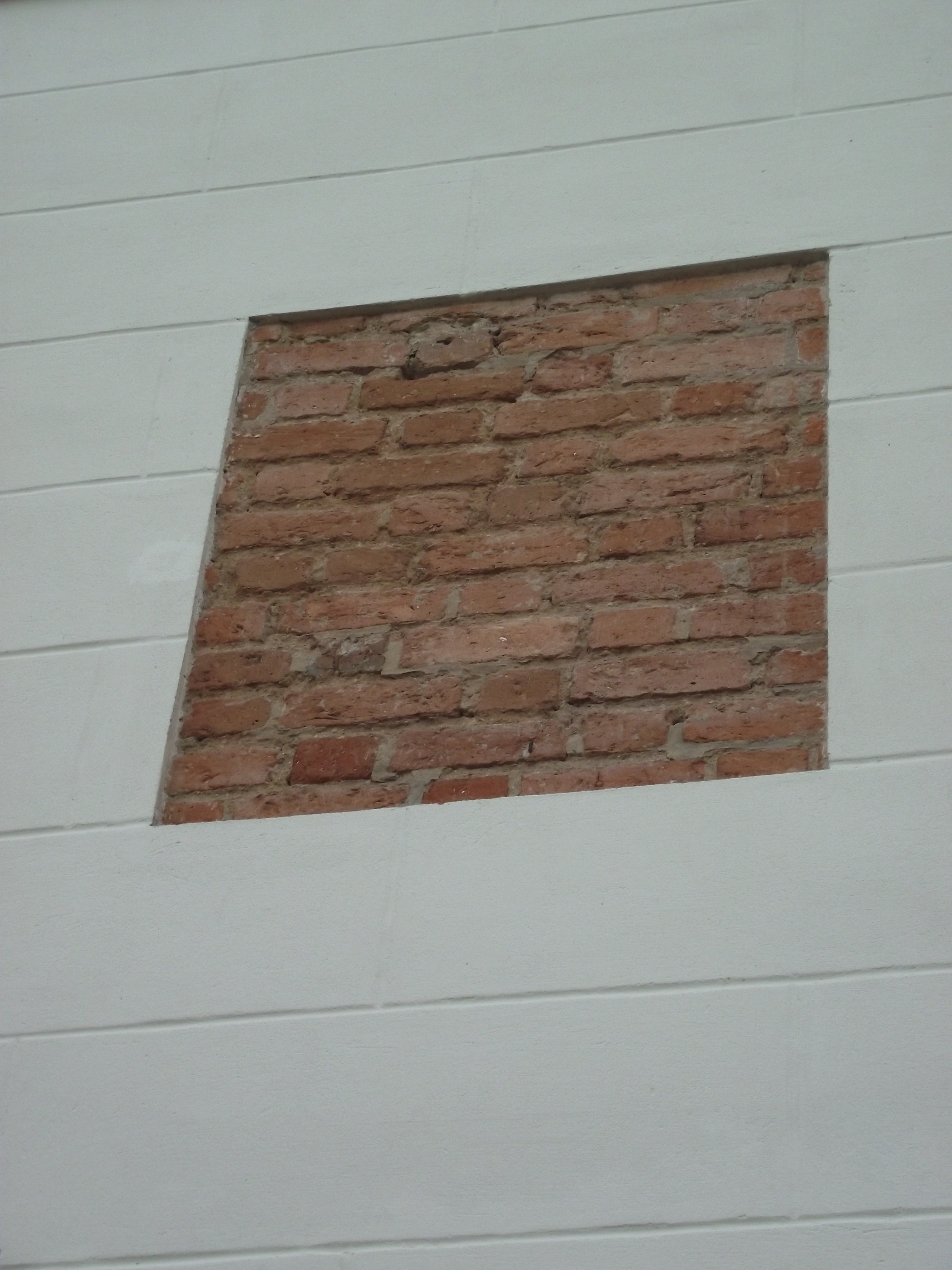
Fragment gotyckich murów ratusza, odsłonięty podczas prac remontowych w latach 1966-73.